# Hesitation Marks
Hesitation Marks es el octavo álbum de estudio de la banda de rock industrial Nine Inch Nails, que se estrenó el 3 de septiembre de 2013. Es primer álbum desde la edición en 2008 de The Slip, y el primer lanzamiento en Columbia Records, haciendo de este su primer disco lanzado en una discográfica multinacional desde el Year Zero de 2007. El título proviene de pequeñas heridas infligidas para probar un objeto afilado antes de proceder a la autolesión.
Alcanzó la tercera ubicación en el Billboard 200 de los Estados Unidos y el número 2 en la lista de álbumes del Reino Unido.

## Antecedentes
El álbum fue reconocido por primera vez por Trent Reznor, el 28 de mayo de 2013 en un puesto de nin.com:

No he sido muy honesto acerca de lo que realmente he estado haciendo últimamente. Durante el último año he estado trabajando en secreto sin parar con Atticus Ross y Alan Moulder en un nuevo álbum de larga duración de Nine Inch Nails, el cual estoy feliz de decir que está terminado y francamente es jodidamente increíble. Este es el verdadero impulso y la motivación detrás de la decisión de montar una nueva banda y gira otra vez. Mis incursiones en el cine, HTDA y otros proyectos realmente me han estimulado creativamente y he decidido enfocar esa energía en llevar a Nine Inch Nails a un nuevo lugar. ¡Aquí vamos!

## Lista de canciones
La lista completa de canciones se anunció el 21 de junio de 2013, junto con los créditos. La edición de lujo cuenta con tres remixes adicionales y una entrevista con Trent Reznor.

Todas las canciones escritas y compuestas por Trent Reznor, excepto donde se indica lo contrario. 
| N.º | Título                      | Escritor(es) | Duración |  |
| 1.  | «The Eater of Dreams»       |              | 0:52     |  |
| 2.  | «Copy of A»                 |              | 5:23     |  |
| 3.  | «Came Back Haunted»         |              | 5:17     |  |
| 4.  | «Find My Way»               |              | 5:16     |  |
| 5.  | «All Time Low»              |              | 6:18     |  |
| 6.  | «Disappointed»              |              | 5:44     |  |
| 7.  | «Everything»                |              | 3:20     |  |
| 8.  | «Satellite»                 |              | 5:03     |  |
| 9.  | «Various Methods of Escape» |              | 5:01     |  |
| 10. | «Running»                   |              | 4:08     |  |
| 11. | «I Would for You»           |              | 4:33     |  |
| 12. | «In Two»                    |              | 5:32     |  |
| 13. | «While I'm Still Here»      |              | 4:03     |  |
| 14. | «Black Noise»               |              | 1:29     |  |

## Posición en lista
| Lista (2013)                    | Posición |
| ------------------------------- | -------- |
| Australian Albums Chart         | 3        |
| Austrian Albums Chart           | 2        |
| Belgian Albums Chart (Flanders) | 6        |
| Belgian Albums Chart (Wallonia) | 14       |
| Canadian Albums Chart           | 1        |
| Czech Albums Chart              | 4        |
| Danish Albums Chart             | 9        |
| Dutch Albums Chart              | 9        |
| Finnish Albums Chart            | 17       |
| French Albums Chart             | 22       |
| German Albums Chart             | 5        |
| Greek Albums Chart              | 11       |
| Irish Albums Chart              | 5        |
| Italian Albums Chart            | 16       |
| Japanese Albums Chart           | 14       |
| New Zealand Albums Chart        | 7        |
| Norwegian Albums Chart          | 23       |
| Polish Albums Chart             | 17       |
| Portuguese Albums Chart         | 13       |
| Scottish Albums Chart           | 2        |
| South Korean Albums Chart       | 58       |
| Spanish Albums Chart            | 20       |
| Swedish Albums Chart            | 37       |
| Swiss Albums Chart              | 5        |
| UK Albums Chart                 | 2        |
| US Billboard 200                | 3        |
| US Alternative Albums           | 1        |
| US Rock Albums                  | 1        |